# هيلوفا بوس
هيلوفا بوس (بالإنجليزية: Helluva Boss)‏ هو رسوم متحركة للكبار أمريكي من تأليف فيفيان ميدرانو. صدرت الحلقة التجريبية في 25 نوفمبر 2019، بينما عرض الحلقة الأولى من الموسم الأول في 31 أكتوبر 2020  على قناة فيفيان في اليوتيوب. شارك في المسلسل كل من براندون روجرز، ريتشارد ستيفن هورفيتز، فيفيان نيكسون وإيريكا ليندبيك.

## وصلات خارجية
- هيلوفا بوس على موقع IMDb (الإنجليزية)
- هيلوفا بوس على موقع ليتربوكسد (الإنجليزية)
- هيلوفا بوس على موقع كينوبويسك (الروسية)
- هيلوفا بوس على موقع قاعدة بيانات الفيلم (الإنجليزية)